# Ково
Ко̀во (на италиански: Covo; на ломбардски: Cof, Коф) е малкло градче и община в Северна Италия, провинция Бергамо, регион Ломбардия. Разположено е на 115 m надморска височина. Населението на общината е 4054 души (към 2017 г.).